# رتنفلز
شهر رتنفلز (به آلمانی: Rothenfels) در ایالت بایرن در کشور آلمان واقع شده‌است.

## نگارخانه

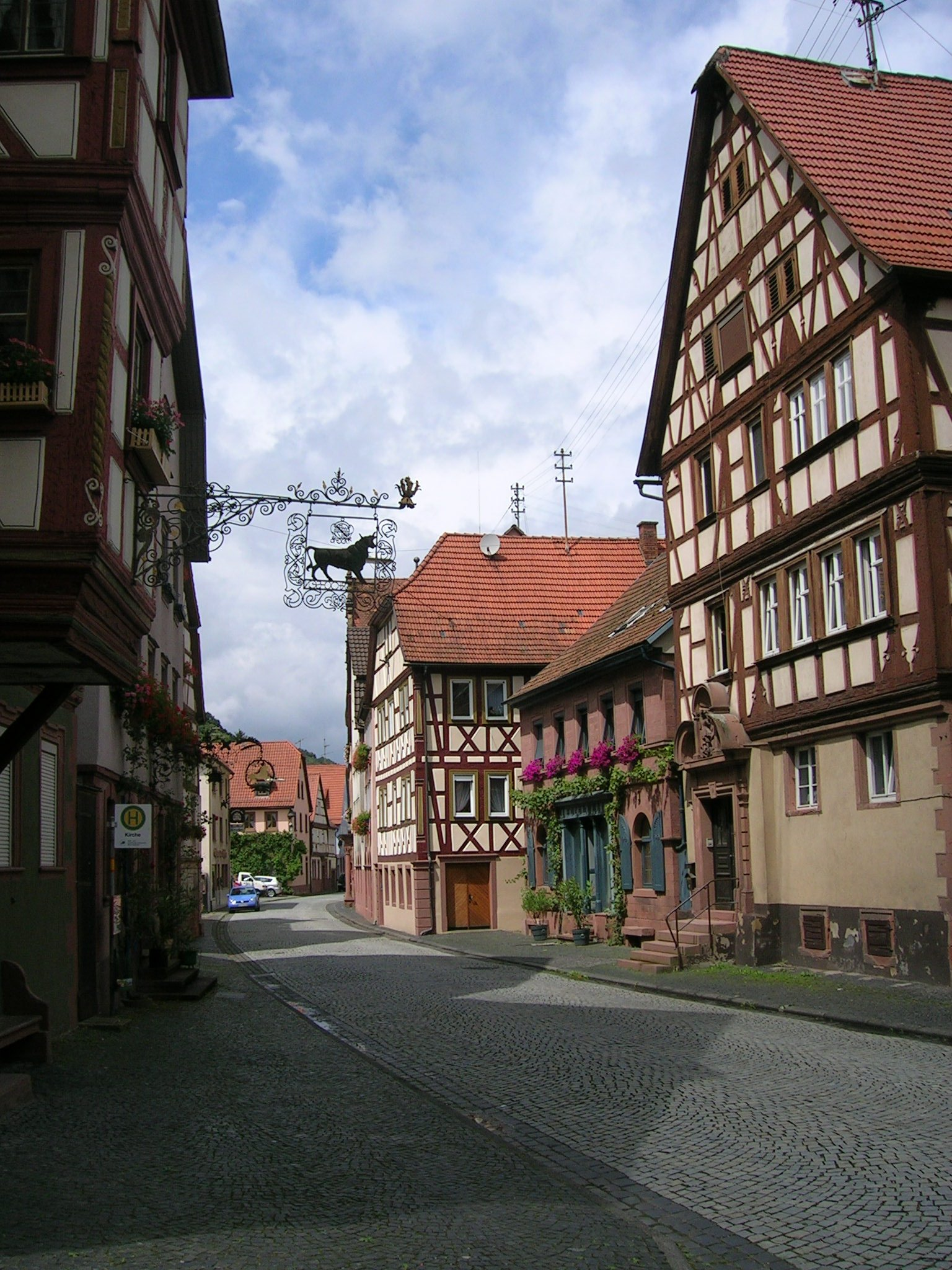
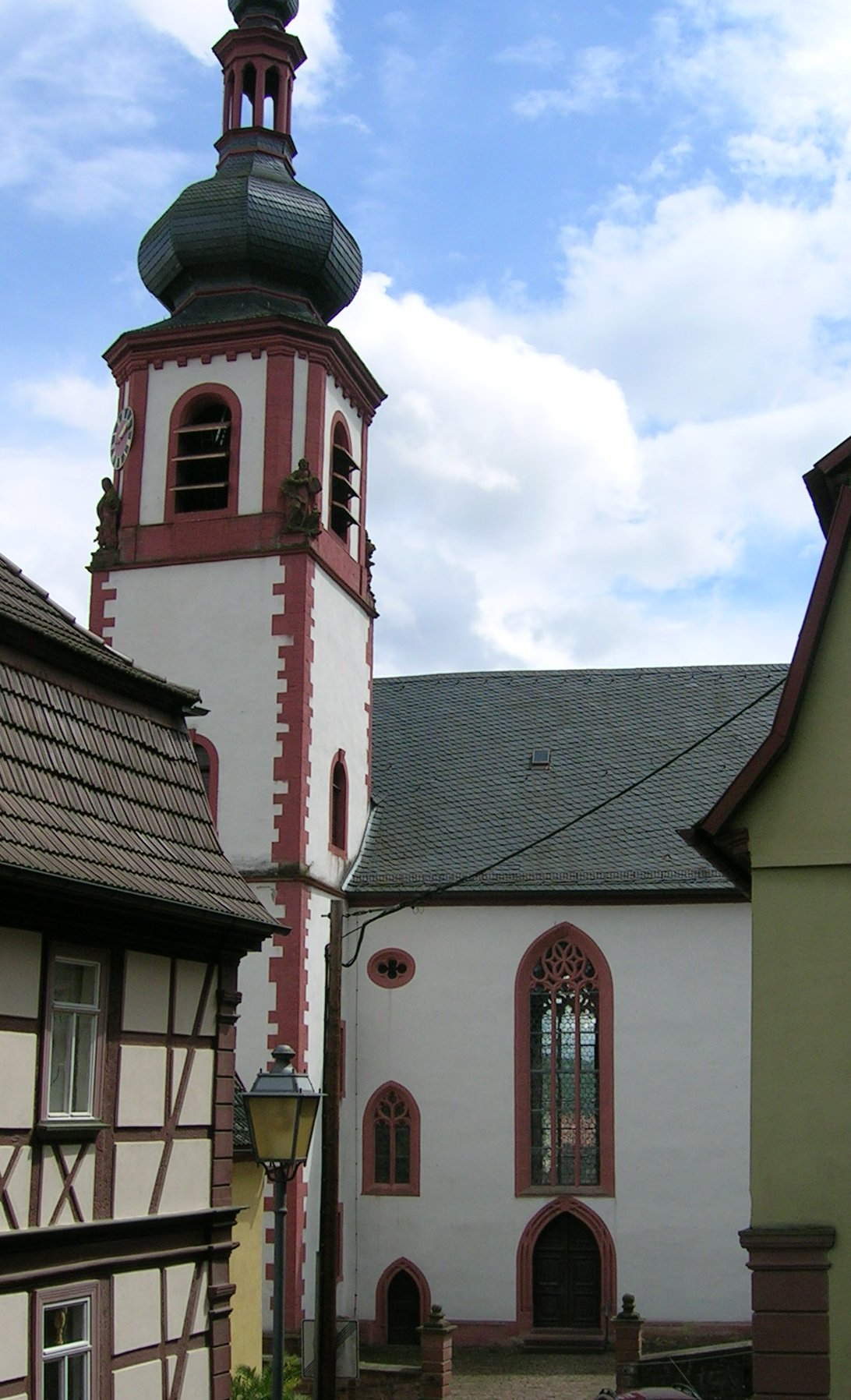
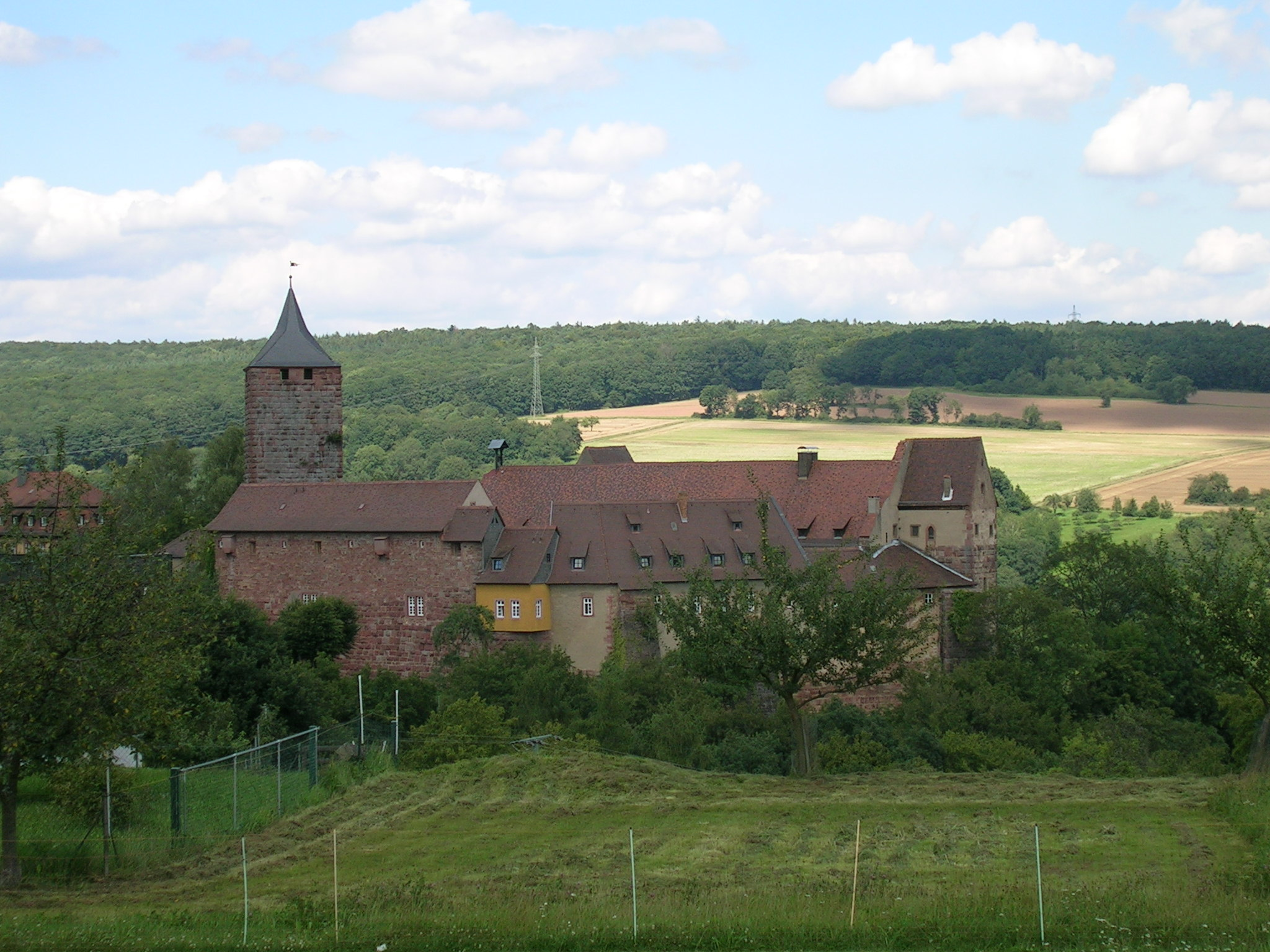